# هيرفورد
هيرفورد أو هِرفُرد هي مدينة، وأبرشية مدنية، تتبع هيرفوردشير، بلغ عدد سكانها 63٬024  نسمة، في 2016، تبلغ مساحتها 17٫1 كيلومتر مربع، رمزها البريدي هو HR1.

## مدن توأم
المدن التوأم:
- فييرزو
- ديلنبورغ.

## أعلام
- كونور ويكهام
- روي وليامز
- جيرالد الويلزي
- تومي بست
- دايفيد جاريك
- فرانك أوز
- إيلي غولدنغ
- موريس باركر
- كريستوفر فوستر
- ريتشارد هاكلوت